# 113659 Faltona
113659 Faltona è un asteroide della fascia principale. Scoperto nel 2002, presenta un'orbita caratterizzata da un semiasse maggiore pari a 3,1403543 UA e da un'eccentricità di 0,0644825, inclinata di 8,39515° rispetto all'eclittica.
L'asteroide è dedicato all'omonima frazione del comune italiano di Talla.